# Dodekachordon

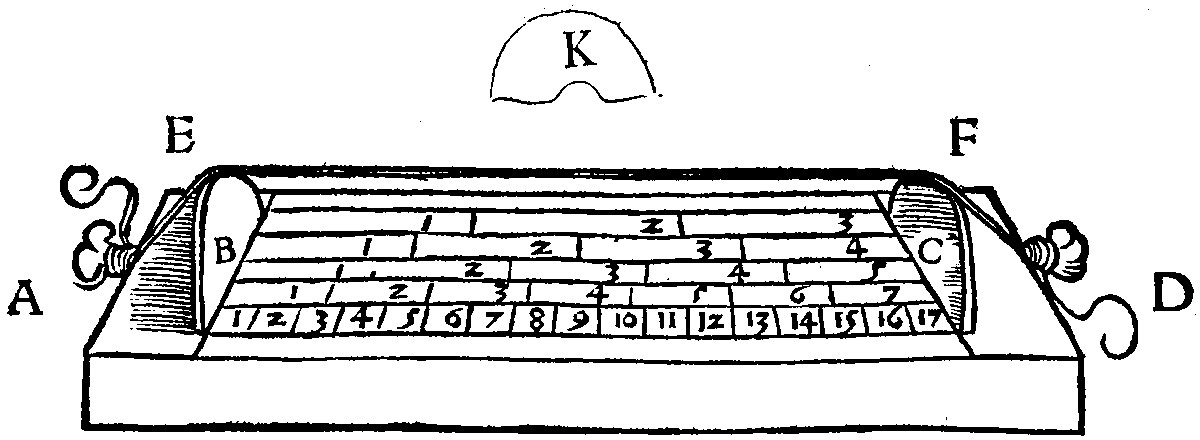
Il·lustració que mostra un monocordi a l'edició del Dodecachordon de 1547 de Basilea.

El Dodekachordon és un famós tractat sobre música publicat a Basilea l'any 1547 per Henricus Glareanus
En tres parts, el tractat comença amb un estudi de Boeci, el qual va escriure extensivament sobre música al segle vi; dsprés parla de l'ús del modes musicals en el cant pla i la monofonia i acaba amb un extens estudi sobre l'ús dels modes en la polifonia.
El més significant del Dodekachordon (literalment, "instrument de 12 cordes) és el fet de proposar que en realitat no existien 8 modes, com assenyalaven els teòrics anteriors a ell, sinó 12. Els nous modes serien el Jònic i l'Eòlic (i els seus respectius plagals, l'Hipojònic i l'Hipoeòlic) els modes que avui són coneguts com a escala major i menor, respectivament. Glareanus va arribar a afirmar que el mode Jònic era el més freqüentment utilitzat pels compositors del seu moment.
La influència del seu treball fou immensa. Molts teòrics posteriors, inclòs Zarlino, acceptaren els 12 modes i exceptuant les formes plagals d'aquests (les que comencen pel prefix hipo), la classificació dels modes autèntics (dòric, frigi, lidi, mixolidi, eòlic i jònic) és encara vigent avui en dia.